# György Piller
György Piller   (Eger, 19 de juny de 1899 - San Francisco, 6 de setembre de 1960), nascut György Jekelfalussy-Piller, fou un tirador d'esgrima hongarès, especialista en el sabre, que va competir durant les dècades de 1920 i 1930.
El 1928 va prendre part al Jocs Olímpics d'Estiu d'Amsterdam, on va disputar dues proves del programa d'esgrima. En la prova de floret per equips quedà eliminats en quarts de final, mentre en la d'espasa per equips quedà eliminat en la primera eliminatòria. Quatre anys més tard, als Jocs de Los Angeles, disputà dues proves del programa d'esgrima. En ambdues, la prova de sabre per equips i de sabre individual guanyà la medalla d'or.
En el seu palmarès també destaquen set medalles al Campionat del món, cinc d'or, una de plata i una de bronze, entre les edicions de 1929 i 1933. Va ser campió d'Hongria sis vegades.
A partir de 1951 va exercir d'entrenador i va dirigir, entre d'altres, la selecció hongaresa durant els Jocs Olímpics de Melbourne el 1956. Durant els Jocs va tenir lloc la revolució hongaresa i Piller, com molts altres esportistes hongaresos, va decidir desertar i no tornar a Hongria. S'instal·là als Estats Units, on continua la seva carrera d'entrenador.
Militar professional. Durant la Primera Guerra Mundial va servir a l'exèrcit austrohongarès i va lluitar als fronts romanès i italià. Durant la Segona Guerra Mundial, va ser ascendit al rang de tinent coronel i va lluitar al front oriental. El 1945 va ser capturat pels soviètics.